# Ормен Фриске

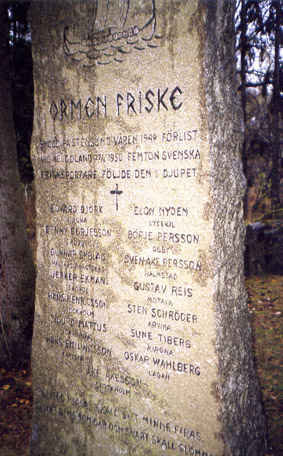
Памятный камень на месте постройки корабля

«Ормен Фриске» (швед. Ormen Friske) — шведская реплика гокстадского корабля викингов, которая погибла со всей командой в Гельголандской бухте Северного моря в июне 1950 года.
Корабль «Ормен Фриске» был построен весной 1949 года в учебном центре Шведской спортивной федерации в Стенсунде (лен Сёдерманланд) и спущен на воду в июне того же года. Образцом для создания «Ормен Фриске» был известный корабль норвежских викингов, найденный в Норвегии в 1880 году. Но если корпус Гокстадского корабля был дубовым, скреплённым кованными железными заклёпками, то при строительстве корабля-реплики были применены материалы и технологические приёмы, обычные для верфей 40-х годов XX века. В частности, корпус был из сосны, а заклёпки заменили болтами.
В июне 1950 года «Ормен Фриске» был на буксире проведён через Кильский канал и своим ходом вышел из устья Эльбы в Гельголандскую бухту. На борту было 15 человек во главе со Стеном Шредером, инициатором проекта и лидером Шведской спортивной федерации. Все члены команды корабля имели хорошую физическую подготовку. Погода стояла ясная, служба погоды не выдала никаких предупреждений. Но в течение дня внезапно разыгрался сильный шторм.
«Ормен Фриске» видели в Северном море с плавучего маяка, нескольких торговых кораблей и рыбачьих лодок, в последний раз — неподалёку от острова Гельголанд. Когда погода резко ухудшилась и наступила ночь, в поисках корабля приняли участие около 20 рыбацких кораблей и военные, охранявшие Гельголандскую бухту. Но лишь спустя несколько дней обломки корабля были найдены на берегу острова Пеллворм. Все 15 членов экипажа погибли, тела девяти из них были найдены, доставлены в Швецию и захоронены.
Немецкие власти позаботились о найденных обломках и настаивали на проведении технической экспертизы. Но генеральный консул Швеции в Гамбурге решил не проводить расследования.
По всей видимости, причиной гибели корабля стал сильный шторм (ветер до 25 м/с, высота волн 4-5 метров). Кроме того, расследовавшие гибель корабля эксперты и журналисты выдвигали предположения, что его живучесть могла быть ослаблена технологическими ошибками (применение пиленной древесины вместо типичных для эпохи викингов деталей из расколотого и тёсанного леса), недостатком балласта, общей непригодностью корабля-реплики, изготовленного в демонстрационных целях, к плаваниям в открытом море, тем более в штормовом.
Спустя несколько месяцев после крушения на датском берегу Северного моря было найдено послание в бутылке, гласившее: «Помогите, помогите. „Ормен Фриске“, бомбардировка». Стоит отметить, что остров Гельголанд, неподалёку от которого погиб «Ормен Фриске», после Второй Мировой войны использовался как полигон для учений стратегической бомбардировочной авиации США и Великобритании. Датские полицейские отправили послание в Стокгольм для судебно-медицинской экспертизы, но она не увенчалась успехом. Вопрос, является ли послание подлинным, или это чья-то неудачная шутка, остаётся открытым. Никаких доказательств, что причиной гибели корабля стала бомбардировка, не найдено.
Памятники погибшим на «Ормен Фриске» установлены на острове Пеллворм, в Швеции — в Стенсунде, где был построен корабль, и в Кальмаре.